# خليفة حمادة
خليفة مساعد حمادة سياسي كويتي، شغل منصب وزير المالية ووزير دولة للشؤون الاقتصادية والاستثمار منذ 2 مارس 2021، حتى 28 ديسمبر 2021.

## نُبذة
حاصل على بكالوريوس محاسبة من جامعة الكويت، شغل منصب وكيل وزارة المالية بالدرجة الممتازة، في أكتوبر 2010، وكان عضواً في مجلس إدارة بنك الكويت المركزي، وعُيّن أيضًا عضوا في مجلس إدارة المجلس الأعلى للطيران المدني، كما شغل منصب عضو في مجلس إدارة الجهاز المركزي لتكنولوجيا المعلومات، وعين عضوا في اللجنة التنفيذية في الهيئة العامة للاستثمار الكويتية، وترأس عدد من اللجان المتعلقة بالنظم المالية والمحاسبية، مع تولي عضوية مجلس إدارة لعدد من الهيئات والمؤسسات المحليّة والعربيّة.